# Próxima Centauri
Coordenadas:  14h 29m 42.9487s, −62° 40′ 46.141″
Próxima Centauri o Alfa Centauri C (del latín proximus, -a, -um: «siguiente a» o «cercana a») es una estrella enana roja de 11.ª magnitud aparente situada a aproximadamente 4.22 años luz (1.295 pársecs) de la Tierra, en la constelación de Centaurus y posiblemente perteneciente al sistema de Alfa Centauri. Descubierta en 1915 por Robert Innes, director del Observatorio Union de Sudáfrica, es la estrella más cercana al Sol, aunque su intensidad lumínica es demasiado débil para ser observada sin instrumentos astronómicos. Su distancia con las estrellas que forman el sistema binario Alfa Centauri es de 15 000 ± 700 UA (0.237 ± 0.011 años luz). Próxima Centauri puede formar parte de un sistema estelar triple con Alfa Centauri A y B, pero este extremo no ha sido confirmado.
Debido a la proximidad de esta estrella, su diámetro angular de 1.02 ± 0.08 milisegundos de arco puede medirse directamente; a partir de él se deduce que su diámetro real es un séptimo del diámetro solar.La masa de Próxima Centauri es aproximadamente un octavo de la del Sol, y su densidad es unas 40 veces mayor. Aunque tiene una luminosidad media muy baja, Próxima Centauri es una estrella fulgurante que sufre espectaculares aumentos aleatorios de brillo debido a la actividad magnética. El campo magnético de la estrella es creado por convección en todo el cuerpo estelar, y la actividad de destellos resultante genera una emisión de rayos X total similar a la producida por el Sol. La mezcla del «combustible» en el núcleo de Próxima Centauri a través de la convección y la tasa de producción de energía relativamente baja de la estrella sugieren que será una estrella de secuencia principal durante otros cuatro billones de años, o casi 300 veces la actual edad del universo.
La estrella es conocida por albergar dos planetas, Próxima Centauri b, descubierto en 2016. y Próxima Centauri c, descubierto en 2019. No obstante, durante años la búsqueda de otros objetos estelares en órbita de Próxima Centauri había sido infructuosa, descartando la presencia de enanas marrones y planetas supermasivos. Los estudios de su velocidad radial con precisión también han descartado la presencia de supertierras dentro de la zona habitable de la estrella. La detección de objetos más pequeños requerirá el uso de nuevos instrumentos, como el telescopio espacial James Webb. Ya que Próxima Centauri es una enana roja y una estrella fulgurante, se discute si un planeta orbitando esta estrella podría albergar vida. Sin embargo, debido a la proximidad de la estrella a la Tierra, se ha propuesto como un destino para los viajes interestelares.

## Observación
En 1915 el astrónomo Robert Innes, director del Observatorio Union en Johannesburgo (Sudáfrica), descubrió que Próxima Centauri compartía el mismo movimiento propio que Alfa Centauri. Innes sugirió además el nombre de Próxima Centauri para la estrella. En 1917, en el Real Observatorio del Cabo, de Ciudad del Cabo, el astrónomo neerlandés Joan Voûte midió la distancia mediante elparalaje trigonométrico y determinó que la distancia de Próxima Centauri al Sol era de 4.22 años luz. Pronto se vio que Próxima Centauri era muy poco luminosa, una de las estrellas con menor luminosidad conocidas por aquel entonces. La primera determinación precisa del paralaje de Próxima Centauri fue realizada por el astrónomo estadounidense Harold l. Alden en 1928, que confirmó los resultados anteriores con una paralaje de 0.783 ± 0.005 segundos de arco.
En 1951, Harlow Shapley anunció que Próxima Centauri era una estrella fulgurante. Los exámenes realizados en series de fotografías tomadas anteriormente mostraron que la estrella presentaba variaciones en su luminosidad de alrededor del 8 %, haciendo de esta estrella la más activa entre las estrellas fulgurantes descubiertas hasta la fecha.
La proximidad de la estrella permite la observación detallada de su actividad fulgurante. En 1980, el Observatorio Einstein produjo una detallada curva de energía de rayos X de un destello estelar de Próxima Centauri. Otras observaciones de los destellos se hicieron con los satélites Exosat y ROSAT, mientras que emisiones menores de rayos X, similares a destellos solares, fueron observados por el satélite japonés ASCA en 1995. Próxima Centauri desde entonces ha sido objeto de estudio por la mayoría los observatorios de rayos X, incluyendo XMM-Newton y Chandra.
Debido a la declinación hacia el sur de Próxima Centauri, solo se puede ver al sur de los 27° N de latitud. Las enanas rojas como Próxima Centauri son demasiado tenues para ser observadas a simple vista; incluso desde Alfa Centauri A y B, Próxima Centauri solo sería observable como una estrella de quinta magnitud. Tiene una magnitud visual aparente de 11, por lo que se necesita un telescopio con una apertura de al menos 8 cm para ser observada, incluso en condiciones de visualización ideal.

## Características

Tamaños relativos del Sol (Sun), Alfa Centauri A y B y Próxima Centauri

Próxima Centauri es una enana roja —lo que implica que está en la secuencia principal en el diagrama de Hertzsprung–Russell— de tipo espectral es M5.5. Además se la clasifica como «enana tipo M tardía», lo que significa que se sitúa hacia el extremo de menor masa y temperatura dentro de este tipo de estrellas. Su magnitud absoluta, o su magnitud visual desde una distancia de 10 pársecs, es +15.5.
Catalogada como una estrella fulgurante con la denominación de variable V645 Centauri, muestra variaciones aleatorias de luminosidad debido en parte a su actividad magnética. Posee una masa equivalente a una octava parte de la masa solar y, por consiguiente, es una estrella de muy baja luminosidad. Su luminosidad total en todo el espectro electromagnético equivale a un 0.17 % de la del Sol, pero cuando se la observa en las longitudes de onda de la luz visible, en las que el ojo es más sensible, su luminosidad cae hasta el 0.0056 % de la luminosidad solar, puesto que más del 85 % de su energía se irradia en longitudes de onda correspondientes al infrarrojo.
Como Próxima Centauri es la estrella más cercana al sistema solar, se deduce que no hay enanas rojas que puedan verse a simple vista. Incluso desde las cercanas Alfa Centauri A y B, apenas se vería como una estrella de magnitud 5.
Considerando la paralaje de 772.3 ± 2.4 milisegundos de arco medida por el satélite Hipparcos (y la paralaje más precisa determinada por el telescopio espacial Hubble de 768.7 ± 0.3 milisegundos de arco), Próxima Centauri se encuentra con casi toda certeza a una distancia de 4.2 años luz de distancia de la Tierra, o lo que es lo mismo, está 270 000 veces más alejada que el Sol. En sus cercanías se encuentran Alfa Centauri A y B (a 0.21 años luz), el Sol, la estrella de Barnard (a 6.6 años luz) y Ross 154 (a 8.1 años luz). Vista desde la Tierra, Próxima Centauri está separada 2.2° de Alfa Centauri, lo que equivale a 4 veces el diámetro angular de la luna llena.
Próxima Centauri posee un movimiento propio relativamente grande, moviéndose cerca de 3.85 segundos de arco por año en el cielo.
En 2002 el Very Large Telescope (VLT) utilizó interferometría óptica para medir el diámetro angular de Próxima Centauri, que resultó ser de 1.02 ± 0.08 milisegundos de arco. Como la distancia a la que se encuentra es bien conocida, pudo calcularse el radio de Próxima Centauri, obteniéndose el valor de 1/7 del radio solar o 1.5 veces el de Júpiter.
Debido a su relativa baja masa, el interior de la estrella es completamente convectivo, lo que significa que la energía es transferida al exterior por el movimiento físico del plasma y no por radiación. La convección está asociada con la generación y almacenamiento de un campo magnético. La energía magnética de este campo sale a la superficie mediante erupciones solares que incrementan por momentos la luminosidad de la estrella. Estas llamaradas tienen energía suficiente como para radiar rayos X, y de hecho su luminosidad en ese rango es equivalente a la del Sol. No obstante, la actividad de la estrella es relativamente baja comparada con otras estrellas del mismo tipo y dicha actividad parece variar en un período de aproximadamente 442 días. A causa de los procesos de mezcla del combustible nuclear que se producen en su núcleo y a la relativamente baja tasa de producción de energía que tiene, Próxima permanecerá en la secuencia principal durante 4 × 1012 años (unas 300 veces la edad actual del universo).

## Posibles compañeros subestelares
| Periodo orbital (días) | Separación (UA) | Masa máxima (MJup) |
| ---------------------- | --------------- | ------------------ |
| 50                     | 0.13            | 3.7                |
| 600                    | 0.69            | 8.3                |
| 3000                   | 1.00            | 22                 |

La búsqueda de compañeros subestelares orbitando en torno a Próxima Centauri no ha tenido éxito hasta la fecha, descartando la presencia de enanas marrones y planetas supermasivos. Medidas de precisión de su velocidad radial también han descartado la presencia de «supertierras» dentro de la zona de habitabilidad de la estrella. La detección de objetos menores requerirá el uso de nuevos equipos; por ello, Próxima Centauri, junto a Alfa Centauri A y B, está entre los objetivos del «Grupo 1» de la NASA en la misión denominada Space Interferometry Mission (SIM). En teoría, SIM será capaz de detectar planetas tan pequeños como tres veces la masa de la Tierra. Dado que Próxima Centauri es una enana roja fulgurante, existe controversia sobre si un planeta que la orbitara podría albergar vida.
La presencia de un planeta masivo en torno a Próxima Centauri produciría un desplazamiento de la estrella a lo largo de la órbita. Si el plano orbital está inclinado respecto a la línea de visión desde la Tierra, dicho desplazamiento produciría cambios en la velocidad radial, que hasta el momento no han sido detectados. Ello constriñe de forma significativa la masa máxima del posible objeto acompañante.

### Planeta del tipo de la Tierra en la zona habitable
Próxima Centauri b, fue anunciado el 24 de agosto de 2016.
Los datos revelan que el planeta tiene al menos 1.3 veces la masa terrestre y gira alrededor de Próxima Centauri cada 11.2 días a una distancia de unos siete millones de kilómetros. Esta distancia supone un 5 % de la existente entre la Tierra y el Sol, lo que sugiere que podría tratarse de un planeta hirviente; sin embargo, Próxima Centauri es una estrella más fría y pequeña que el Sol, esto hace que el planeta se encuentre en la zona habitable aunque esté más cerca de su estrella. Todavía queda por aclarar la composición del planeta, si se tratase de un planeta tipo rocoso como la Tierra y al encontrarse en la zona habitable, estaríamos ante un planeta que podría albergar vida, aunque las fulguraciones periódicas del sol al que rodea lo hacen poco probable.
Próxima Centauri d fue anunciado el 10 de febrero de 2022. Se trataría de un planeta rocoso, orbitando a 4 millones de km de la estrella y completando su órbita en cinco días.

## El sistema estelar Alfa Centauri

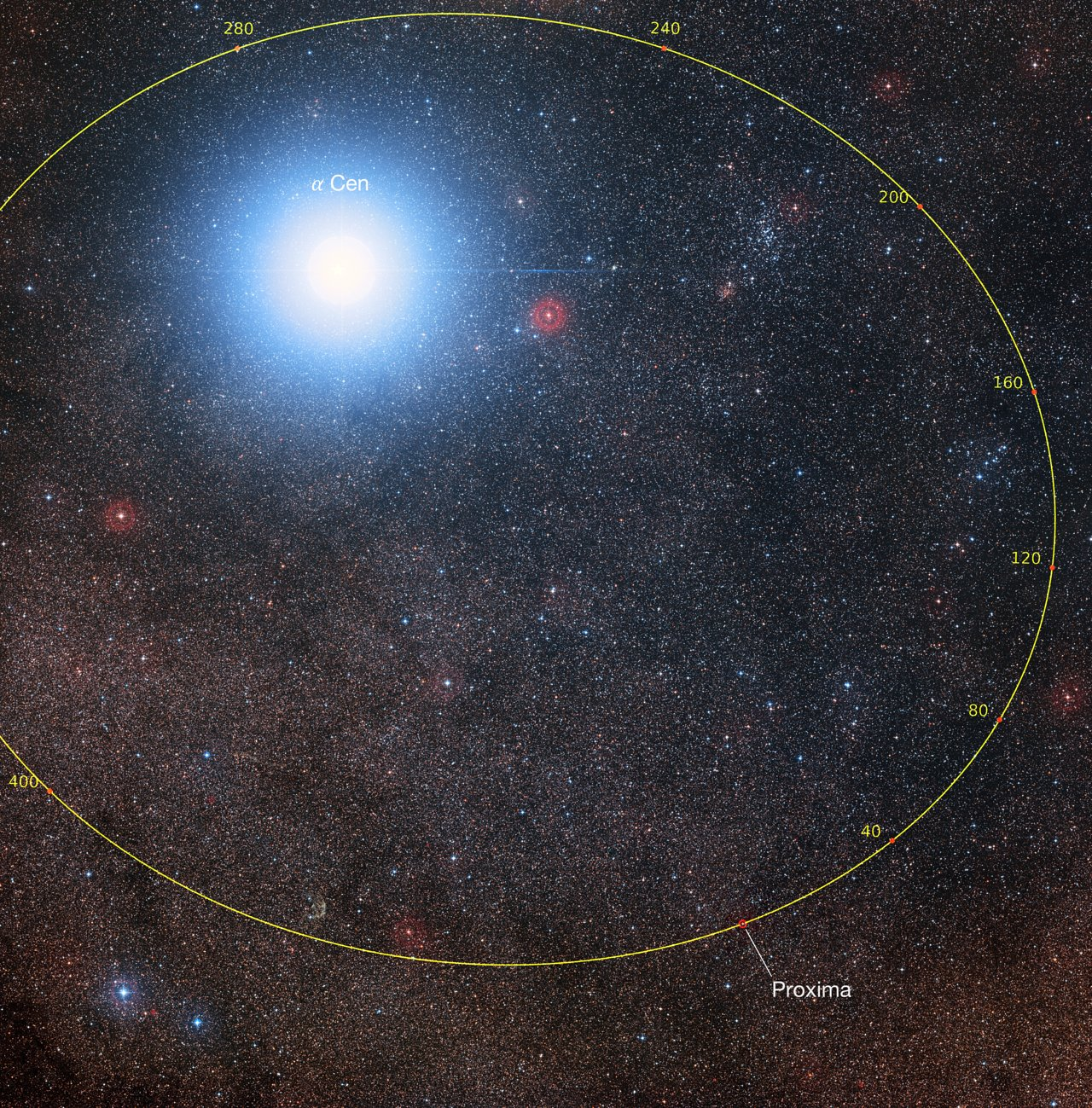
Movimiento orbital de Próxima Centauri en torno a Alfa Centauri. Se representa también la posición de Próxima Centauri en el futuro, en milenios.

Ya desde su descubrimiento, se sugirió que Próxima Centauri era una verdadera componente del sistema estelar Alfa Centauri. A una distancia de apenas 0.21 años luz o 15 000 ± 700 UA, Próxima Centauri puede orbitar alrededor de Alfa Centauri con un período orbital de 500 000 años o más. Por ello, recibe también el nombre de Alfa Centauri C. Estimaciones modernas, teniendo en cuenta la pequeña divergencia entre las velocidades relativas de las estrellas, sugieren que la posibilidad de que la alineación observada sea simple coincidencia es de aproximadamente una entre un millón.
Los trabajos más recientes, que combinan datos del satélite Hipparcos con observaciones realizadas desde la Tierra, son coherentes con la hipótesis de que las tres estrellas están vinculadas entre sí. En este caso, Próxima Centauri se hallaría actualmente cerca del apoastro (máxima separación respecto al par interior AB). No obstante, se necesitan medidas más precisas de la velocidad radial para confirmar esta conclusión.
En un artículo de 2017, Pierre Kervella y sus colaboradores mostraron que, sobre la base de nuevas mediciones de velocidad radial de alta precisión, Próxima Centauri y Alfa Centauri están gravitacionalmente ligadas con un alto grado de confianza. El periodo orbital de Próxima Centauri es de aproximadamente 550 000 años, con una excentricidad de 0.5 ± 0.08. Próxima Centauri se acerca a 4300 UA de Alfa Centauri en el periastro, mientras que en el apoastro se aleja hasta unas 13 000 UA.

## Viaje interestelar
Se ha sugerido que Próxima Centauri es el destino más lógico para un primer viaje interestelar, pero, por ser una estrella fulgurante, posiblemente no sea muy hospitalaria. Aun así, suponiendo una velocidad de viaje de 40 km/s (frente a los 10.7 km/s del Apolo 10), el ser humano tardaría en llegar allí aproximadamente 32 000 años. A la velocidad actual que ha logrado la sonda Parker, el viaje podría reducirse a unos 8000 años.

## Próxima Centauri en la ciencia ficción
A pesar de tratarse de una estrella fulgurante, tiene una presencia importante en el panorama de la ciencia ficción como principal desarrollo de la trama. Algunos ejemplos son:
- The Variable Man (1953), de Philip K. Dick: Novela corta sobre viajes en el tiempo en el que se narra la guerra entre la humanidad y una raza extraterrestre nativa de un planeta en el sistema Próxima Centauri.
- La Nube de Magallanes (1955), de Stanisław Lem: Novela en la que se narra una expedición colonial al sistema Próxima Centauri y que concluye en un desértico planeta que la orbita.
- Los tres estigmas de Palmer Eldritch (1965), de Philip K. Dick: Novela en la que se propone un futuro en que la humanidad ha colonizado todos los planetas habitables y sus lunas en el sistema solar, y entre los colonos se hace popular una droga proveniente del «sistema Prox».
- Próxima (2007), de Carlos Atanes: Película en la que el protagonista Tony, interpretado por Oriol Aubets, viaja hacia un planeta en la órbita de la estrella Próxima Centauri.